# SQUARE ONE (m-floのアルバム)
『SQUARE ONE』（スクエア・ワン）は、日本のダンス、ヒップホップグループであるm-floの6枚目のオリジナルスタジオアルバムである。2012年3月14日に発売された。今作は2007年に発売された『COSMICOLOR』から5年ぶりのスタジオアルバムとなった。

## 背景
『COSMICOLOR』から『SQUARE ONE』のリリースの間、m-floは『Award SuperNova -Loves Best-』（2008年）と『MF10 -10th ANNIVERSARY BEST-』（2009年）の2枚のベストアルバムと、2枚のm-flo以外の参加楽曲を集めたコンピレーションアルバム、『m-flo inside -WORKS BEST III-』（2009年）と『m-flo inside -WORKS BEST IV-』（2010年）を発表した。DJの☆Taku Takahashiは2010年に、自身の2つめのレコードレーベルであるTCY Recordingを設立し、ダンスミュージシャンの一群を起用した。彼はまた、2010年にGAINAXのアニメシリーズ『パンティ&ストッキングwithガーターベルト』のサウンドトラックをプロデュースし、新しく設立したレーベルのダンスミュージシャンを起用した。『パンティ&ストッキングwithガーターベルト』のサウンドトラックは大きな成功を収め、3万枚を売り上げ2011年のアニメサウンドトラック年間売り上げ第3位となった。
ラッパーのVERBALは2010年にMINMIの楽曲『パッと花咲く feat. VERBAL』において、ミュージックビデオを初監督した。VERBALは2010年および2011年にソロ活動を開始し、アルバム『VISIONAIR』では安室奈美恵、リル・ウェイン、ニッキー・ミナージュとコラボレーションした。☆Takuはまた、THE SUITBOYS名義のソロプロジェクトでデビューし、2011年4月にノンストップDJ mix CD『AFTER 5 VOL.1』を発売した。
☆Taku Takahashiは、VERBALを含む日本や日本国外のDJをラジオホストとして招き、ダンスミュージックウェブラジオ局『block.fm』を設立した。このラジオ局は2011年11月11日に放送を開始した。

## コンセプトおよび製作
本アルバムは、LISAがボーカルであったTRIPOD期（1998-2002年）、多数のゲストボーカルを招いた"LOVES"期（2003-2008年）に続く、m-floのキャリア第3期であるとアナウンスされた。この第3期では、m-floはルーツを見つめ直し、『原点回帰』=『SQUARE ONE』をコンセプトとしている。本アルバムは、産業や経営といったことを気にせず、純粋に音を楽しむという原点に立ち返ったものとなっている。
楽曲は、m-floのメンバーである☆Taku TakahashiとVERBALによって作曲・プロデュースされている。8つの楽曲はRhythm ZoneのアーティストCREAMのボーカリストMinamiと共同で作曲されており、2曲はCREAMのラッパー Staxx T. が作詞で参加している。楽曲『Don't Stop Me Now』は作詞にHi-STANDARDのボーカリストであった難波章浩とFLJミュージックマガジンのプロデューサーToshiya Ohnoが参加している。
これらの楽曲は彼らの「LOVES」アルバムと同様にゲストボーカルを招いているが、参加アーティストの名前は未発表である。VERBALはこの理由について、聴く人はアーティストの名前によって特定の価値や先入観を持つため、名前を伏せることで楽曲自身により多くの注意を払ってもらうことを意図したものである、と説明している。
楽曲『Sure Shot Ricky』は、13歳のポルトガル人の少年ミゲル・ゲレイロが歌ったコマーシャルソング『消臭力のうた』をサンプリングしている。VERBALは「クラブという現場で、誰もが知っていて誰もがハッピーになれる曲」という理由で選んだと述べている。

## プロモーション
楽曲『RUN』はReebokとのコラボレーション曲であり、2011年9月15日にReebokのReethem & LiteローンチパーティーにおいてMADEMOISELLE YULIAと共に初めて披露された。VERBALはReebokアジア地域クリエイティブ・ディレクターに就任した。
m-floは2011年12月22日に『BŌNENKAI』と題したコンサート・DJイベントを新木場AgeHaで開催した、イベントはm-floの新曲が披露され、ゲストDJとして中田ヤスタカ（Capsule）、Fantastic Plastic Machine、『パンティ&ストッキングwithガーターベルト』でコラボレーションしたTeddyLoid、Hoshina Anniversary、Booty Bronxが登場した。このコンサートの模様は、本アルバムの特典DVDに収録されている。
『She's So (Outta Control)』はアルバムからのリードトラックとしてアルバム発売の2週間前、2012年2月29日にリリースされた。この曲は大韓民国のポップ/R&Bグループ2NE1をボーカルに迎えている。この曲はBillboard Japan Hot 100チャートで第43位を記録した。アルバムでは『She's So (Outta Control)』、『All I Want Is You』、『ALIVE』の3曲のミュージックビデオが製作された。デジタルダウンロードにより、『ALIVE』はBillboard Japan Hot 100の81位にチャートインした。
アルバムに収録されている19曲の内12曲は、携帯電話向けにレコチョクで2012年2月29日にリリースされた。
TSUTAYAでは☆Taku Takahashiがリミックスした完全非売品「m-flo スペシャル CD音源"let go (VIP mix) 」付きのアルバムが販売された。VERBALは2012年3月18日新宿TSUTAYAで1日店長を務めた。
2つの曲がタイアップでテレビで流された。『She's So (Outta Control)』はテレビ朝日の番組『musicる TV』の2012年3月オープニングテーマとして使用され、MTV Japanの2012年3月buzz clipに選ばれた。『Don't Stop Me Now』は2012年4月開始の長澤まさみ主演ドラマ『都市伝説の女』のオープニングテーマに決定している。
2012年5月に「m-flo Tour 2012 "SQUARE ONE"」を決行し、千葉、福岡、大阪、名古屋を回る。

## 収録曲
| #   | タイトル                                | 作詞・作曲                                     | 時間 |
| --- | --------------------------------------- | ---------------------------------------------- | ---- |
| 1.  | 「□ [sayonara_2012]」                   | m-flo                                          | 3:00 |
| 2.  | 「Perfect Place」                       | m-flo, Minami (Cream)                          | 3:56 |
| 3.  | 「ALIVE」                               | m-flo, Minami (Cream)                          | 4:23 |
| 4.  | 「□ [frozen_space_project]」            | m-flo                                          | 1:18 |
| 5.  | 「Never Needed You」                    | m-flo, Minami (Cream)                          | 3:49 |
| 6.  | 「Oh Baby」                             | m-flo                                          | 4:46 |
| 7.  | 「□ [square1_scene_1 murder_he_wrote]」 | m-flo                                          | 2:03 |
| 8.  | 「Don't Stop Me Now」                   | m-flo, Akihiro Namba, Toshiya Ohno             | 5:09 |
| 9.  | 「All I Want Is You」                   | m-flo, Minami (Cream), Staxx T (Cream)         | 5:10 |
| 10. | 「Acid 02」                             | m-flo                                          | 4:45 |
| 11. | 「Call Me」                             | m-flo, Minami (Cream)                          | 3:15 |
| 12. | 「□ [OK_I_Called]」                     | m-flo                                          | 0:12 |
| 13. | 「Sure Shot Ricky」                     | m-flo, Koji Kage, Maki Nishijima, Yosuke Fukui | 3:41 |
| 14. | 「RUN」                                 | m-flo, Minami (Cream)                          | 5:01 |
| 15. | 「□ [square1_scene_2_don't_blink]」     | m-flo                                          | 2:35 |
| 16. | 「So Mama I'd Love to Catch Up, OK?」   | m-flo                                          | 4:19 |
| 17. | 「She's So (Outta Control)」            | m-flo, Minami (Cream)                          | 4:33 |
| 18. | 「Yesterday」                           | m-flo, Minami (Cream), Staxx T (Cream)         | 5:14 |
| 19. | 「□ [to_be_continued...]」              | m-flo                                          | 0:31 |

| #  | タイトル                                                      | 作詞 | 作曲・編曲 | ディレクター      |
| -- | ------------------------------------------------------------- | ---- | ---------- | ----------------- |
| 1. | 「She's So (Outta Control) (Music Video)」                    |      |            | Masatsugu Nagasoe |
| 2. | 「All I Want Is You (Music Video)」                           |      |            | Hidenobu Tanabe   |
| 3. | 「Alive (Music Video)」                                       |      |            | Meunière Nakamura |
| 4. | 「Live at "m-flo presents Bonenkai 2011" (TCY Snippet Edit)」 |      |            |                   |

## チャート順位
| チャート (2012) | 最高順位 |
| --------------- | -------- |
| Oriconデイリー  | 4        |
| Oricon週間      | 10       |

### 売り上げ
| チャート              | 枚数   |
| --------------------- | ------ |
| Oricon physical sales | 20,000 |

## リリース
| 地域 | 日付          | フォーマット | レーベル    |
| ---- | ------------- | ------------ | ----------- |
| 日本 | 2012年3月14日 | CD, CD+DVD   | rhythm zone |
| 日本 | 2012年3月31日 | Rental CD    | rhythm zone |